# ネス川
ネス川（ネスがわ、River Ness、gd: Abhainn Nis）は、イギリス・スコットランド・ハイランドのグレート・グレン峡谷にある川。

## 概要
ネッシーで有名なネス湖に発する。ただし正確には、ネス湖につながる部分は人工のカレドニア運河であり、ネス川の本流はネス湖につながっていない。
北に流れ、ハイランドの首都インヴァネスの河口からマレー湾に注ぐ。